# Fregetta
Fregetta Bonaparte, 1855 è un genere di uccelli della famiglia Oceanitidae

## Tassonomia
Il genere comprende le seguenti specie:
- Fregetta grallaria (Vieillot, 1818) – uccello delle tempeste panciabianca
- Fregetta tropica (Gould, 1844) – uccello delle tempeste pancianera
- Fregetta maoriana (Mathews, 1932) - uccello delle tempeste della Nuova Zelanda